# Bistum Montepulciano-Chiusi-Pienza
Das Bistum Montepulciano-Chiusi-Pienza (lat.: Dioecesis Montis Politiani-Clusina-Pientina, ital.: Diocesi di Montepulciano-Chiusi-Pienza) ist eine in Italien gelegene römisch-katholische Diözese mit Sitz in Montepulciano.

## Geschichte
Das Bistum Montepulciano-Chiusi-Pienza wurde am 10. November 1561 durch Papst Pius IV. mit der Apostolischen Konstitution Ecclesiarum utilitatem aus Gebietsabtretungen des Bistums Arezzo als Bistum Montepulciano errichtet.
Am 30. September 1986 wurde dem Bistum Montepulciano durch die Kongregation für die Bischöfe mit dem Dekret Instantibus votis das Bistum Chiusi-Pienza angegliedert. Das Bistum Montepulciano-Chiusi-Pienza ist dem Erzbistum Siena-Colle di Val d’Elsa-Montalcino als Suffraganbistum unterstellt.
Am 21. Juli 2022 verfügte Papst Franziskus die Vereinigung des Bistums Montepulciano-Chiusi-Pienza in persona episcopi mit dem Erzbistum Siena-Colle di Val d’Elsa-Montalcino. Bischof der so vereinigten Bistümer wurde der Erzbischof von Siena-Colle di Val d’Elsa-Montalcino, Augusto Paolo Kardinal Lojudice.

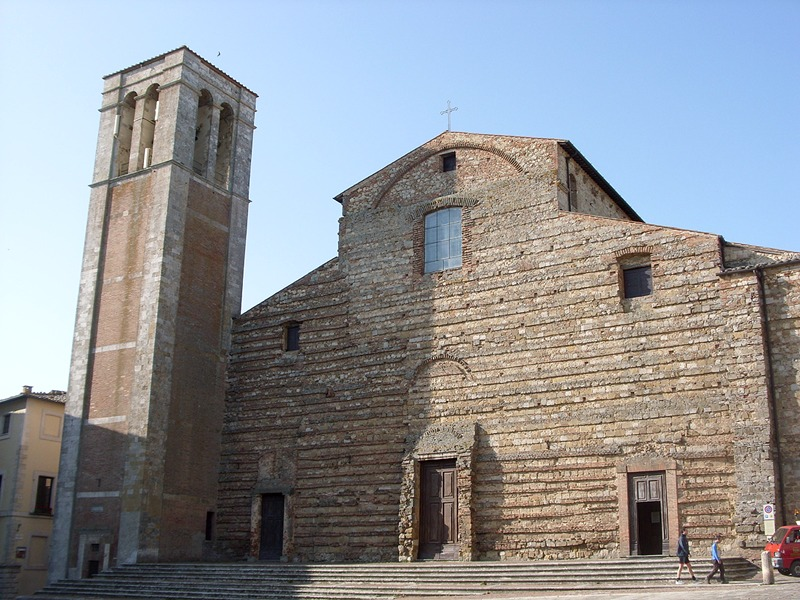
Kathedrale Santa Maria Assunta in Montepulciano
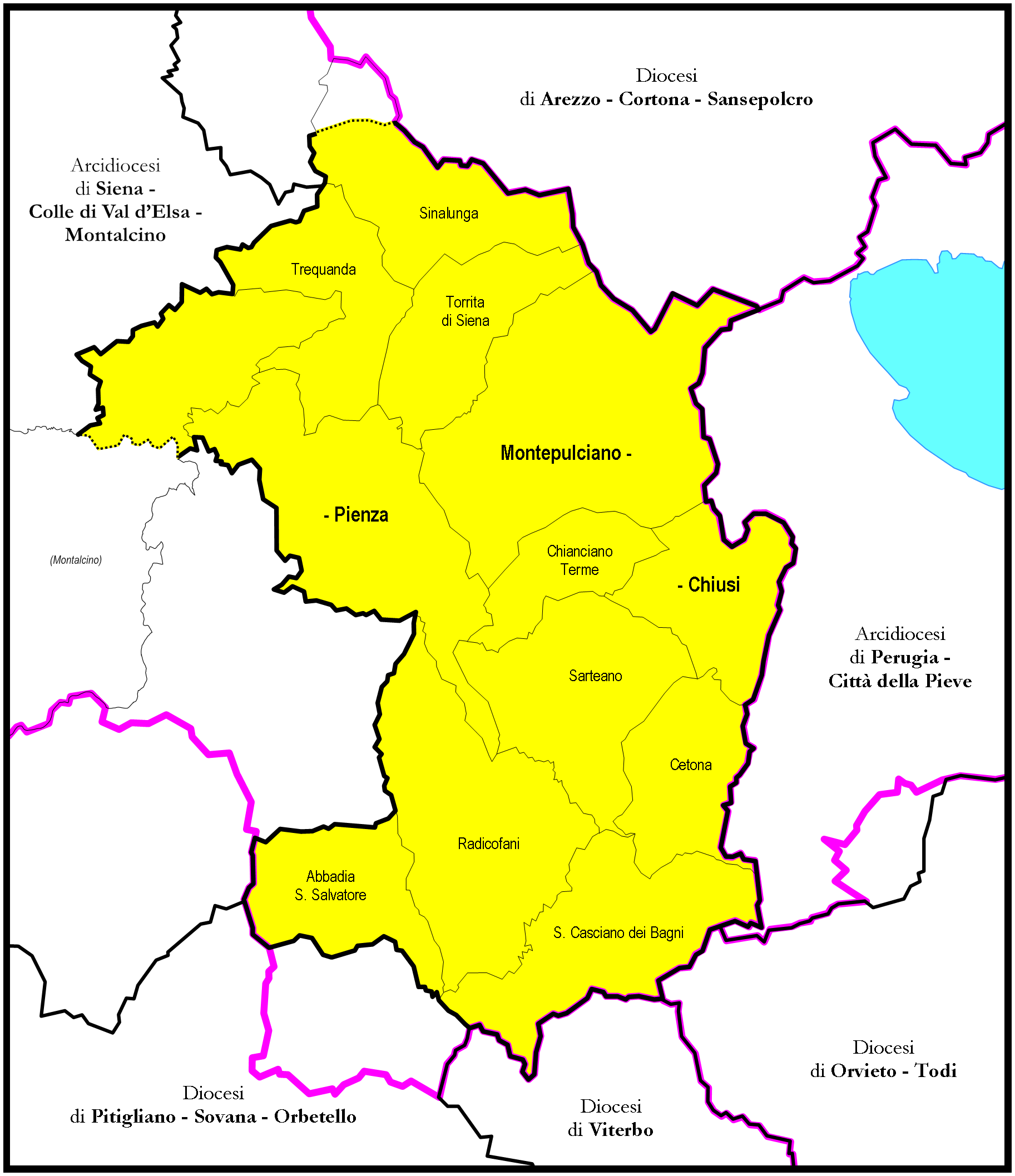
Bistumskarte
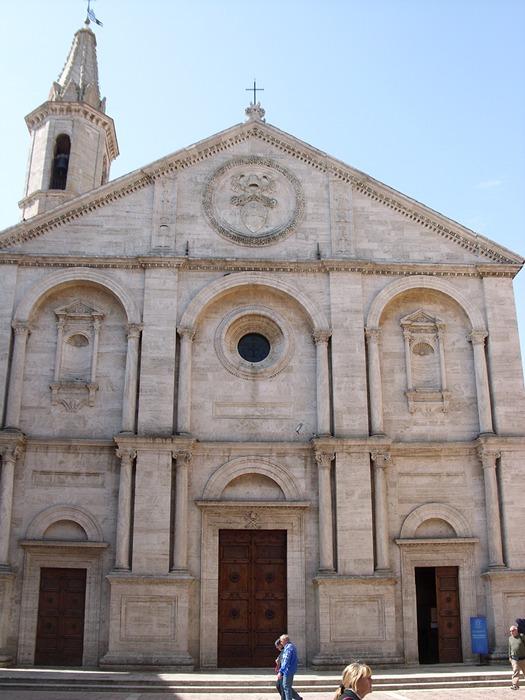
Konkathedrale Santa Maria Assunta in Pienza
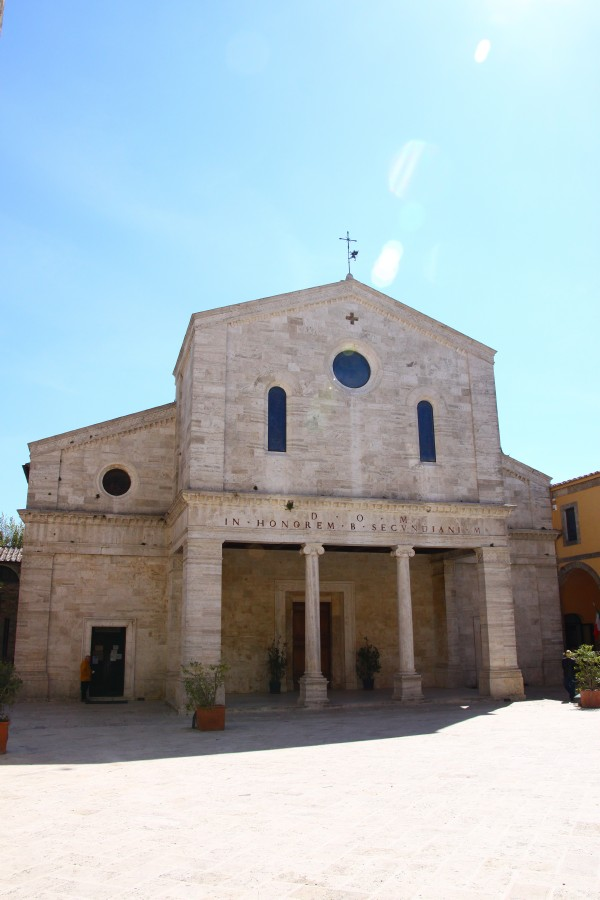
Konkathedrale San Secondiano in Chiusi

## Ordinarien

### Bischöfe von Montepulciano
- Spinello Benci, 1562–1596
- Sinolfo Benci, 1597–1599
- Sallustio Tarugi, 1600–1607, dann Erzbischof von Pisa
- Roberto Kardinal Ubaldini, 1607–1623
- Alexandre della Stufa, 1623–1640
- Talento de’ Talenti, 1640–1651
- Marcello Cervini, 1652–1663
- Antonio Cervini, 1663–1706
- Callisto Lodigeri OSM, 1707–1710
- Francesco Maria Arrighi, 1710–1726
- Antonio Maria Vantini, 1727–1746
- Pio Magnoni, 1747–1755
- Pietro Maria Franzesi, 1757–1798
- Pellegrino Maria Carletti, 1802–1827
- Ippolito Niccolai, 1829–1832
- Pietro Saggioli, 1834–1839
- Claudio Samuelli, 1843–1854
- Luigi Maria Paoletti, 1857–1890
- Felice Gialdini, 1890–1898
- Giuseppe Batignani, 1898–1933
- Emilio Giorgi, 1933–1964
- Alberto Giglioli, 1975–1986

### Bischöfe von Montepulciano-Chiusi-Pienza
- Alberto Giglioli, 1986–2000
- Rodolfo Cetoloni OFM, 2000–2013, dann Bischof von Grosseto
- Stefano Manetti, 2014–2022, dann Bischof von Fiesole
- Augusto Paolo Kardinal Lojudice, seit 2022